# إبراهيم كعبي
إبراهيم كعبي لاعب كرة قدم سعودي ، يلعب مدافع.
لعب سابقاً في نادي الوطني ونادي القادسية ونادي نجران ونادي الكوكب ونادي الصقور .